# بفیمو
بفیمو (به هلندی: Befimmo) شرکت املاک و مستغلات بلژیکی است، که مالک تعداد زیادی ساختمان اداری در بلژیک و لوکزامبورگ می‌باشد. سهام این شرکت، در بازار بورس یورونکست بروکسل دادوستد می‌شود.
در ماه سپتامبر سال ۲۰۰۹ ارزش املاک شرکت بفیمو، تنها در شهر بروکسل، معادل ۱٫۹ € میلیارد یورو برآورد شد، که شامل ساختمان‌های مرکز تجارت جهانی ۲ و مرکز تجارت جهانی ۳ نیز می‌باشد.
این شرکت همچنین دارای بیش از ۳۰ ساختمان اداری در شهر فلاندر و ۲۰ ساختمان، در شهر والونی و چندین ملک اداری نیز در کشور لوکزامبورگ است، که کلیه آن‌ها را، به بخش‌های دولتی یا نهادهای اروپایی و اتحادیه اروپا اجاره داده است. در حدود دوسوم از درآمد سالیانه این شرکت، از همین مجرا، تأمین می‌شود.